# Лангрен (лунный кратер)
Кратер Лангрен (лат. Langrenus) — большой ударный кратер в области восточного побережья Моря Изобилия на видимой стороне Луны. Название присвоено в честь голландского астронома и картографа Микаэля Флорента ван Лангрена (1598—1675) и утверждено Международным астрономическим союзом в 1935 г. Образование кратера относится к эратосфенскому периоду и считается, что это один из крупнейших кратеров, возникших за последние 3,2 миллиарда лет.

## Описание кратера

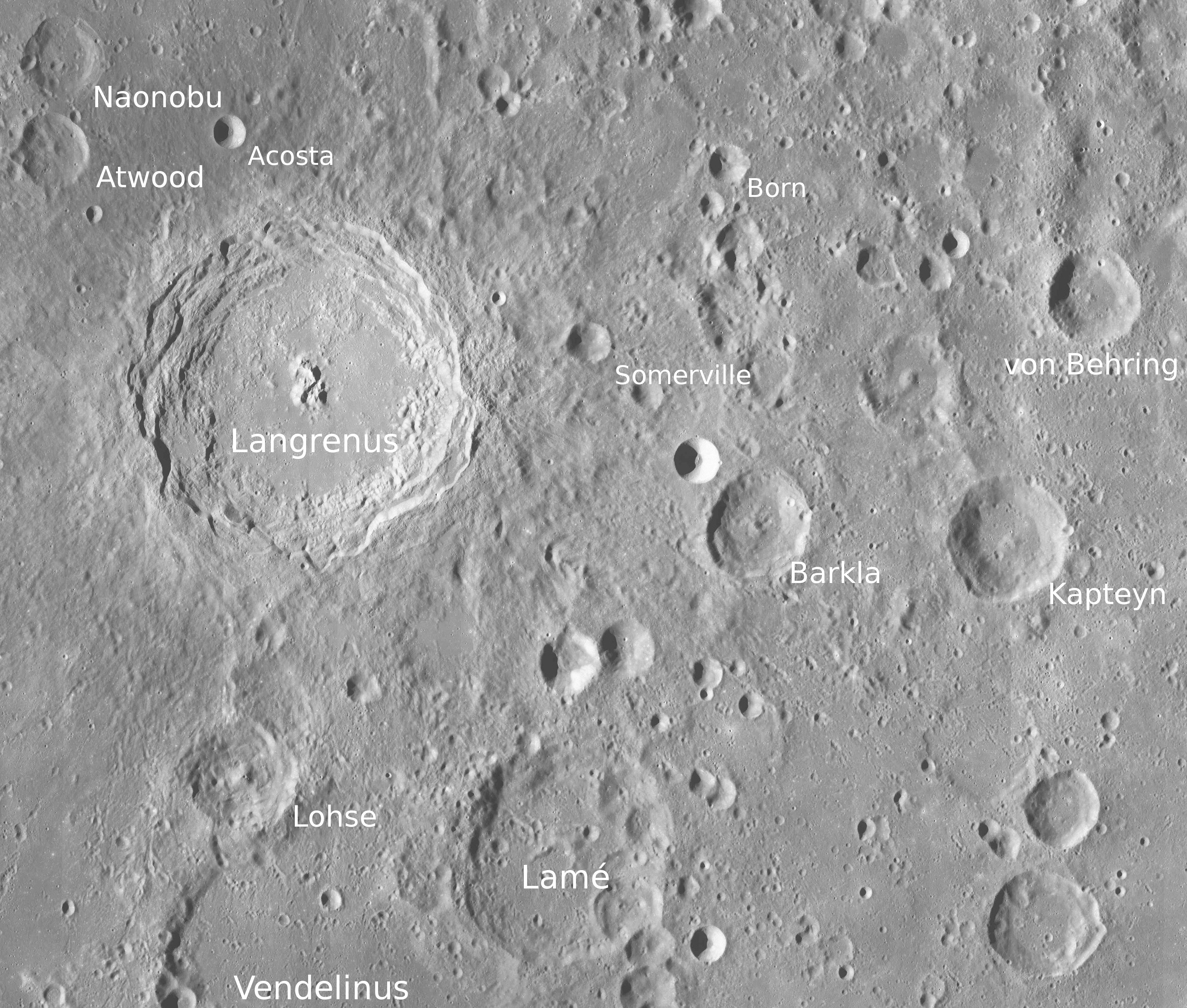
Окрестности кратера Лангрен. Снимок зонда Lunar Reconnaissance Orbiter.

Ближайшими соседями кратера являются маленький кратер Аль-Марракиши на западе; кратеры Бильхарц, Атвуд и Наонобу на северо-западе; маленький кратер Акоста на севере; кратер Сомервиль на востоке; кратер Баркла на востоке-юго-востоке; кратер Ламе на юге-юго-востоке и кратер Лозе на юге. На севере-северо-востоке от кратера находится Море Пены. Селенографические координаты центра кратера — 8°52′ ю. ш. 61°02′ в. д. / 8,86° ю. ш. 61,04° в. д., диаметр — 132 км, глубина 4,5 км.
Кратер Лангрен имеет полигональную форму и практически не подвергся разрушению благодаря небольшому возрасту. Вал четко очерчен, внутренний склон до 20 км по ширине, с явно выраженной террасовидной структурой. В восточной части вала с борта Аполлона-14 наблюдалась цветовая аномалия в виде ржавого цвета одного или нескольких куполообразных возвышений.

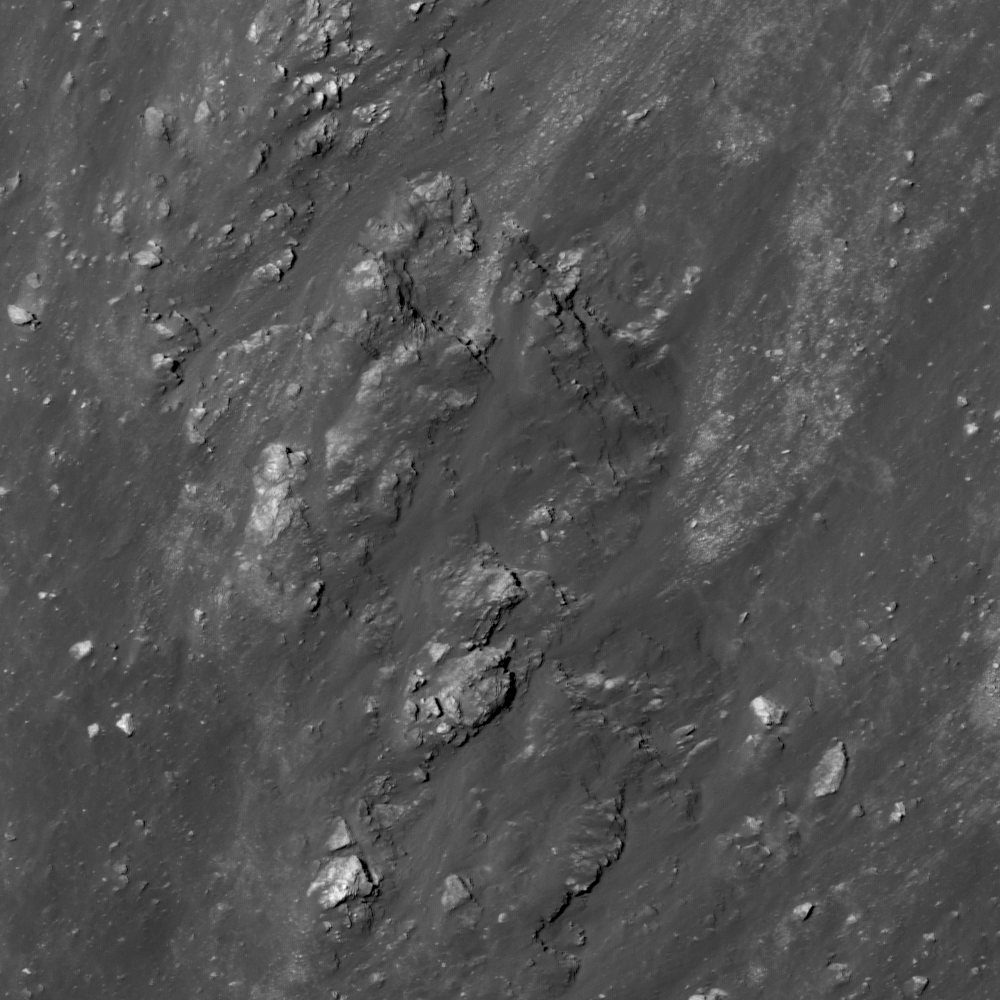
Оползни с центрального пика кратера Лангрен. Снимок Lunar Reconnaissance Orbiter. Ширина снимка около 550 м.

Высота вала над окружающей местностью достигает 1630 м, объем кратера составляет приблизительно 17200 км³. Дно чаши имеет альбедо выше, чем окружающая местность, благодаря чему кратер хорошо выделяется при высоком расположении Солнца. Поверхность дна чаши сравнительно ровная, несколько более пересеченная в северо-западной части, усеяна большим количеством валунов. В центре чаши расположено скопление массивных центральных пиков, состоящих из габбро-норито-троктолитового анортозита с содержанием плагиоклаза 85-90 % (GNTA1), анортозитового норита (AN) и троктолита (T) . Кратер Лангрен является одним из семи известных на данный момент кратеров с содержанием троктолита в центральном пике (троктолит состоит из примерно равных долей плагиоклаза и оливина и образуется при сплавлении магматических пород и пород, образующих лунную кору при импактном событии). Пик Альфа имеет высоту 3000 м, пик Бета — 3500 м.
Кратер является центром яркой фрагментированной системы лучей, распространяющихся в Море Изобилия на запад от кратера и включен в список кратеров с яркой системой лучей Ассоциации лунной и планетарной астрономии (ALPO).

## Кратковременные лунные явления
В кратере Лангрен 30 декабря 1992 французским астрономом Одуеном Дольфюсом из Парижской обсерватории с помощью метрового телескопа наблюдались кратковременные лунные явления (КЛЯ) в виде свечения на дне чаши кратера. Высказывалось предположение, что источником свечения может быть выход газов через трещины на дне кратера.

## Сателлитные кратеры
| Лангрен | Координаты                                            | Диаметр, км |
| ------- | ----------------------------------------------------- | ----------- |
| E       | 12°44′ ю. ш. 60°43′ в. д. / 12,73° ю. ш. 60,72° в. д. | 31,0        |
| G       | 12°10′ ю. ш. 65°28′ в. д. / 12,17° ю. ш. 65,46° в. д. | 21,9        |
| H       | 8°02′ ю. ш. 64°17′ в. д. / 8,03° ю. ш. 64,29° в. д.   | 25,2        |
| L       | 12°40′ ю. ш. 61°55′ в. д. / 12,67° ю. ш. 61,92° в. д. | 12,6        |
| M       | 9°49′ ю. ш. 66°25′ в. д. / 9,82° ю. ш. 66,41° в. д.   | 18,2        |
| N       | 8°59′ ю. ш. 65°44′ в. д. / 8,98° ю. ш. 65,74° в. д.   | 12,5        |
| P       | 12°02′ ю. ш. 63°01′ в. д. / 12,04° ю. ш. 63,01° в. д. | 42,3        |
| Q       | 11°59′ ю. ш. 60°41′ в. д. / 11,99° ю. ш. 60,69° в. д. | 12,9        |
| R       | 7°46′ ю. ш. 63°45′ в. д. / 7,76° ю. ш. 63,75° в. д.   | 5,4         |
| S       | 6°43′ ю. ш. 64°47′ в. д. / 6,72° ю. ш. 64,79° в. д.   | 8,9         |
| T       | 4°47′ ю. ш. 62°18′ в. д. / 4,79° ю. ш. 62,3° в. д.    | 40,0        |
| U       | 12°39′ ю. ш. 57°09′ в. д. / 12,65° ю. ш. 57,15° в. д. | 4,2         |
| V       | 13°14′ ю. ш. 55°56′ в. д. / 13,23° ю. ш. 55,94° в. д. | 5,0         |
| W       | 8°40′ ю. ш. 67°19′ в. д. / 8,67° ю. ш. 67,32° в. д.   | 22,0        |
| X       | 12°21′ ю. ш. 64°43′ в. д. / 12,35° ю. ш. 64,71° в. д. | 23,6        |
| Y       | 7°53′ ю. ш. 66°52′ в. д. / 7,88° ю. ш. 66,86° в. д.   | 29,0        |
| Z       | 7°11′ ю. ш. 66°16′ в. д. / 7,18° ю. ш. 66,26° в. д.   | 20,8        |

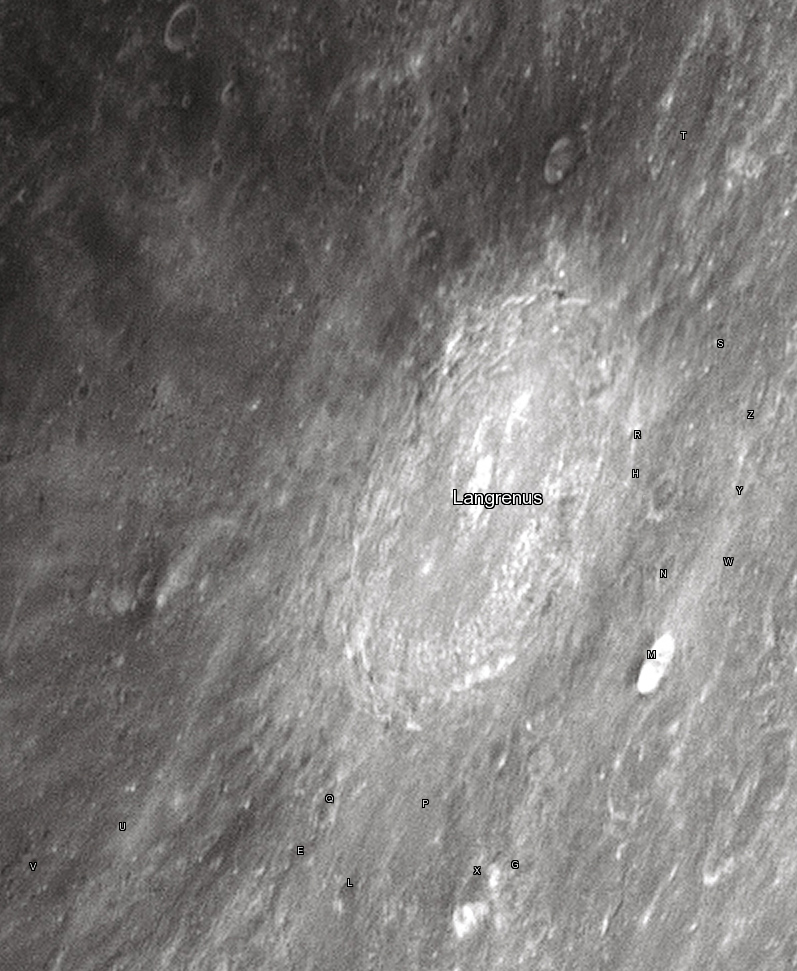
Снимок Девида Кемпбелла.

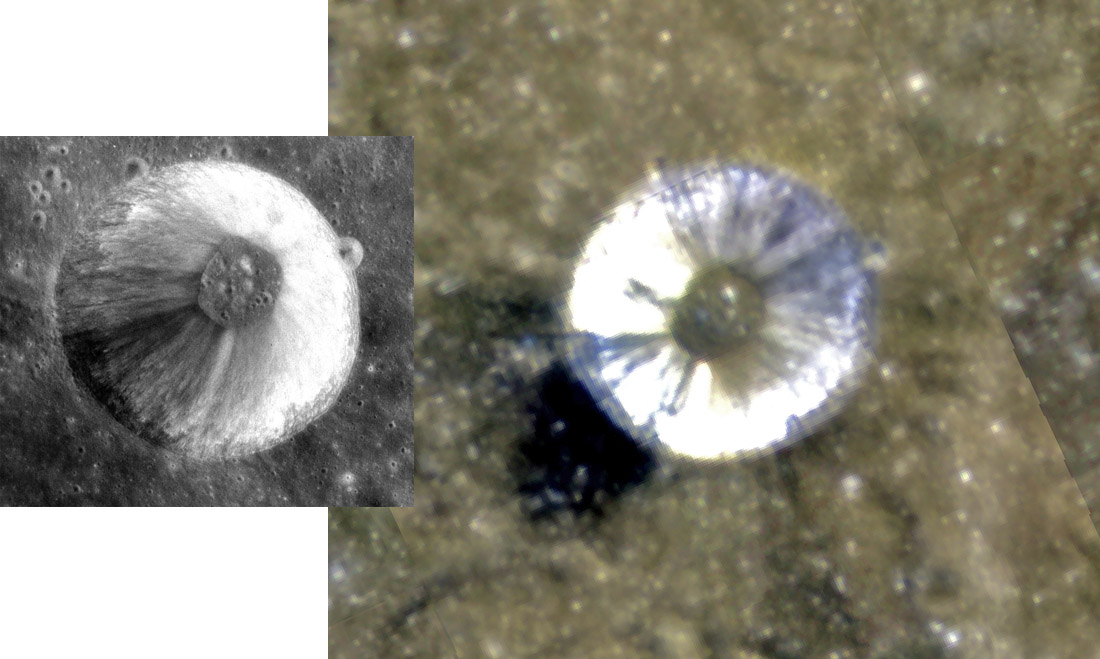
Сателлитный кратер Лангрен М. Слева снимок с борта Аполлона-15, справа снимок зонда Clementine.

- Сателлитные кратеры Лангрен G и Лангрен М включены в список кратеров с темными радиальными полосами на внутреннем склоне Ассоциации лунной и планетарной астрономии (ALPO)[10].
- В сателлитных кратерах Лангрен C, Лангрен FF, Лангрен M и Лангрен P зарегистрированы температурные аномалии во время затмений. Объясняется это тем, что подобные кратеры имеют небольшой возраст и скалы не успели покрыться реголитом, оказывающим термоизолирующее действие.
- Следующие сателлитные кратеры переименованы Международным астрономическим союзом:

Лангрен А – переименован в 1979 г. в кратер Баркла
Лангрен B – переименован в 1976 г. в кратер Наонобу
Лангрен C – переименован в 1976 г. в кратер Акоста
Лангрен D – переименован в 1976 г. в кратер Аль-Марракиши
Лангрен F – переименован в 1976 г. в кратер Бильхарц
Лангрен J – переименован в 1976 г. в кратер Сомервиль
Лангрен K – переименован в 1976 г. в кратер Атвуд

## См.также
- Список кратеров на Луне
- Лунный кратер
- Морфологический каталог кратеров Луны
- Планетная номенклатура
- Селенография
- Минералогия Луны
- Геология Луны
- Поздняя тяжёлая бомбардировка